# Ктени (Кожани)
Ктени (грчки: Κτένι) је насељено место у саставу општине Кожани, округ Кожани, у периферији Западна Македонија, Грчка.

## Географија
Село Ктени се налази око 20 km јужно од града Кожана, у подножју планине Црвена Гора (Вуринос).

## Историја
На крају 19. века Ктени је грчко хришћанско село у југозападном делу Кожанске казе Османске империје.
Према статистикама службеника Бугарске егзархије Васила К'нчова из 1900. године, Ктени има 75 становника елинофоних Грка.
Према подацима грчког конзулата у Еласони, Ктени је грчко православно село са 100 Грка.
У Првом балканском рату 1912. године, село ослобађа грчка војска. После Другог балканског рата и договора око поделе османске области Македоније, село улази у састав Краљевине Грчке.

## Ктени данас
Данас у селу живи 109 становника. Сеоски празник је Преображење Господње, које се по новом календару прославља 6. августа.